# Narew (gemeente)
De gemeente Narew is een landgemeente in het Poolse woiwodschap Podlachië, in powiat Hajnowski.
De zetel van de gemeente is in Narew.
Op 30 juni 2004 telde de gemeente 4299 inwoners.

## Oppervlakte gegevens
In 2002 bedroeg de totale oppervlakte van gemeente Narew 339,48 km², waarvan:
- agrarisch gebied: 25%
- bossen: 65%

De gemeente beslaat 20,91% van de totale oppervlakte van de powiat.

## Demografie
Stand op 30 juni 2004:
| Omschrijving                   | Totaal | Totaal | Vrouwen | Vrouwen | Mannen | Mannen |
| ------------------------------ | ------ | ------ | ------- | ------- | ------ | ------ |
| eenheid                        | aantal | %      | aantal  | %       | aantal | %      |
| inwoners                       | 4299   | 100    | 2193    | 51      | 2106   | 49     |
| bevolkingsdichtheid (inw./km²) | 12,7   | 12,7   | 6,5     | 6,5     | 6,2    | 6,2    |

In 2002 bedroeg het gemiddelde inkomen per inwoner 1720,92 zł.

## Administratieve plaatsen (sołectwo)
Ancuty, Białki, Chrabostówka, Cimochy, Doratynka, Gorędy, Gorodczyno, Gorodzisko, Gradoczno, Istok, Iwanki, Janowo, Kaczały, Kotłówka, Koweła, Koźliki, Krzywiec, Kutowa, Lachy, Łapuchówka, Łosinka, Makówka, Narew, Nowinnik, Odrynki, Ogrodniki, Przybudki, Puchły, Radzki, Rybaki, Saki, Skaryszewo, Soce, Trześcianka, Tyniewicze Małe, Tyniewicze Wielkie, Waniewo, Waśki.

## Overige plaatsen
Bruszkowszczyzna, Cisy, Hajdukowszczyzna, Nowinnik, Paszkowszczyzna, Podborowiska, Rohozy, Tokarowszczyzna, Usnarszczyzna, Zabłocie.

## Aangrenzende gemeenten
Białowieża, Hajnówka, Michałowo, Czyże.